# Zongzi

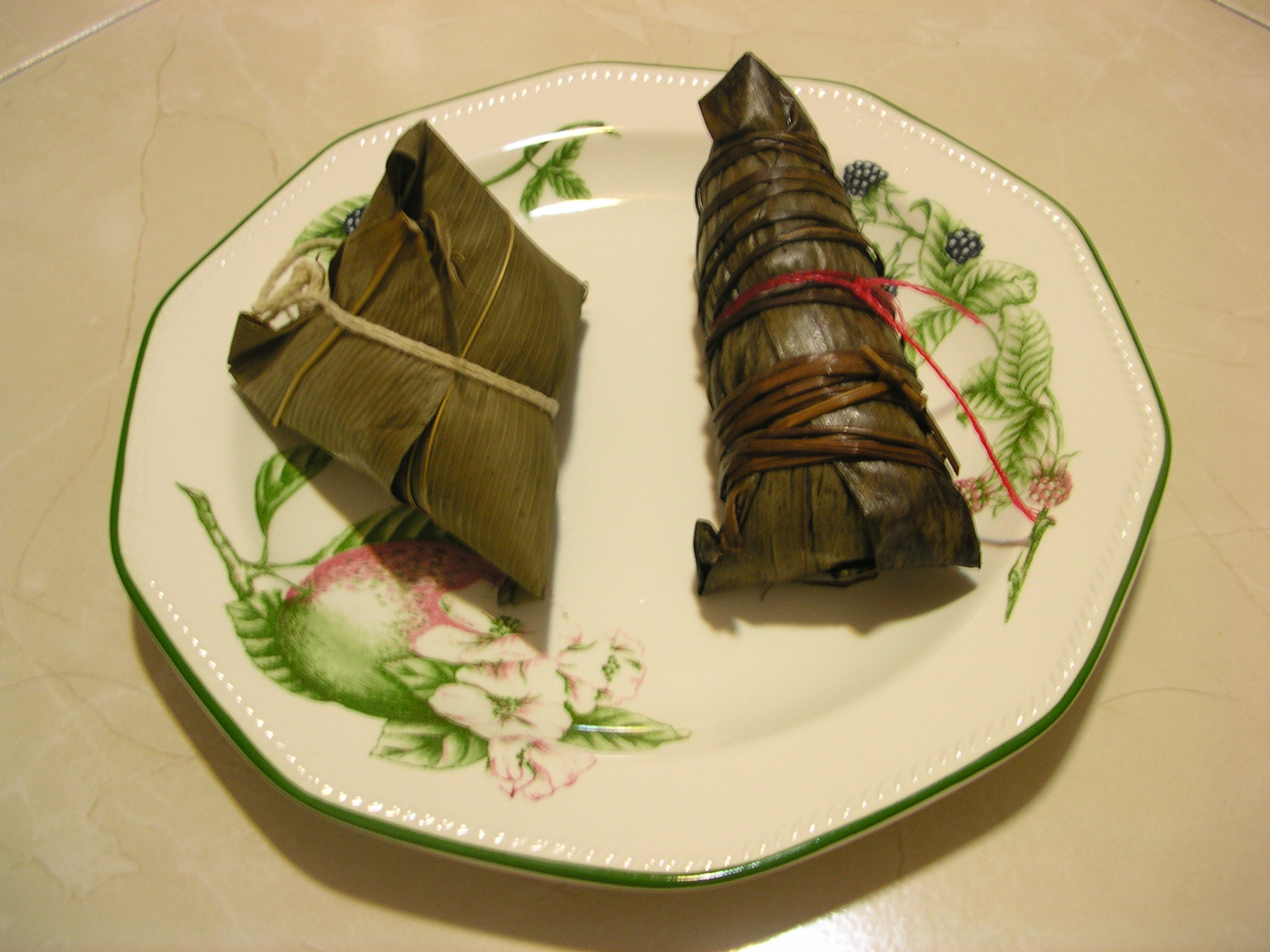
Rellenos de arroz denominado Zong(粽) o Zongzi(粽子).

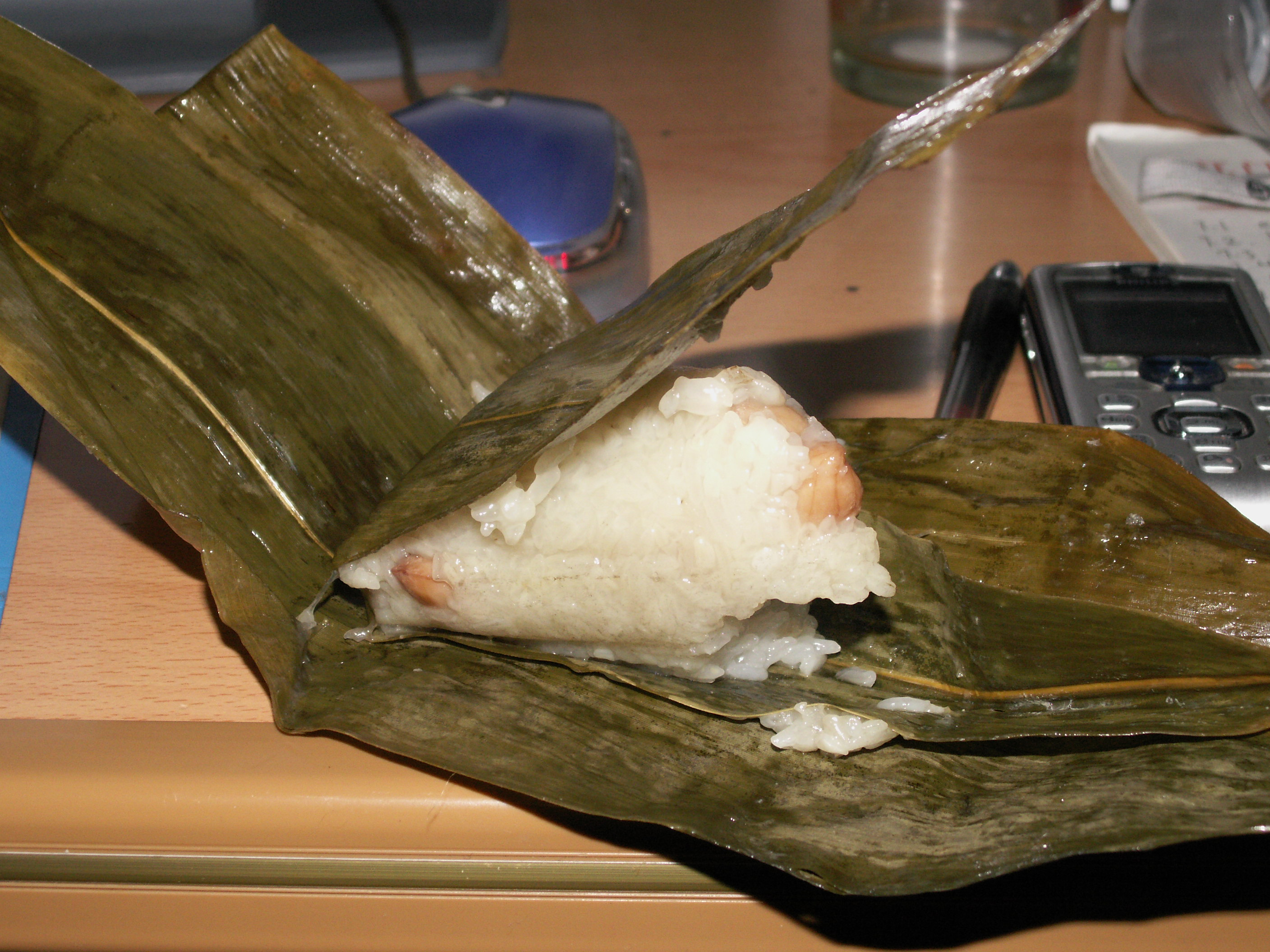
Zongzi abierto mostrando su arroz cocinado.

El Zong, zongzi, o rellenos de arroz es un plato típico de la cocina tradicional china elaborado de arroz glutinoso cocinado de tal forma que tenga diferentes rellenos y enrollado con hojas de bambú. Suelen cocinarse al vapor o hirviendo. Los habitantes de Laos, los tailandeses, los camboyanos, los vietnamitas tienen platos similares influenciados por el zongzi.

## Orígenes
El Zongzi se sirve tradicionalmente durante el Festival del barco dragón (Mandarín: Duanwu; Cantonés: Tuen Ng) que cae en el quinto día de la quinta luna del calendario chino (aproximadamente en el intervalo que va desde comienzos hasta mediados de junio), conmemorando la muerte de Qu Yuan, un famoso poeta chino procedente del reinado de Chu quien vivió durante la época de los Reinos Combatientes. Conocido por su patriotismo, Qu Yuan intentó de forma poco satisfactoria proteger a su rey contra el expansionismo de sus vecinos Qin. Cuando el general Bai Qi de la dinastía Qin tomó Yingdu, la capital Chu, en 278 a. C., Qu Yuan's mandó arrojar al poeta al río Miluo tras el lamento de Ying. De acuerdo con la leyenda el pueblo tiró sus rellenos de arroz para prevenir que los peces devoraran el cuerpo del poeta. Otra versión dice que los rellenos de arroz se virtieron al río para aplacar la furia del dragón que vivía en el río.

## Características
La forma del zongzi varía desde una especie de tetraedro hasta un cilindro. Para enrollar un zongzi correctamente se necesita cierta habilidad que pasa de forma tradicional de unas familias a otras, al igual que las recetas para elaborarlo. Como los tamales -elaborados en México- el zongzi se prepara tradicionalmente como un evento familiar con cada uno ayudando a su elaboración, pero hoy en día esto es menos común. Mientras el zongzi chino tradicional se envuelve en hojas de bambú, las hojas de loto, maíz, banana, canna, jengibre o las hojas de pandan, todas ellas, se emplean como sustitutos de las hojas de bambú en otras culturas. Aunque debe tenerse en cuenta que cada tipo de hoja imparte al arroz cocinado en él un único y distintivo sabor.
Los rellenos empleados en el zongzi varían de una región a otra, pero el arroz empleado es siempre arroz glutinoso (denominado también 'pegajoso' o 'arroz dulce'). Dependiendo de la región, el arroz puede ser más o menos ligero y puede ser precocinado mediante salteado o en remojo antes de ser usado.